# Jeff Landry
Jeffrey Martin Landry (St. Martinville, 23 de diciembre de 1970) es un abogado y político estadounidense, actual gobernador de Luisiana desde 2024. Anteriormente se desempeñó como Fiscal General de Luisiana de 2016 a 2024. Miembro del Partido Republicano, Landry fue miembro de la Cámara de Representantes por el 3.º distrito congresional de Luisiana de 2011 a 2013.
En la elección para gobernador de Luisiana de 2023, Landry fue elegido en la primera vuelta realizada, se espera que asuma el cargo en enero de 2024.

## Primeros años
Landry es católico. Su madre es profesora de religión en Trinity Catholic School en St. Martinville en la parroquia de St. Martin. Su padre es arquitecto y empresario. Tiene un hermano, Nicholas, que es abiertamente gay y ha criticado su política.
Landry recibió una Licenciatura en Ciencias de la Universidad de Luisiana en Lafayette en recursos ambientales y sostenibles, con especialización en biología. Obtuvo un título de Juris Doctor de la Facultad de Derecho de la Universidad Loyola de Nueva Orleans.
Sirvió en Fort Hood cerca de Killeen, Texas, durante la Operación Tormenta del Desierto . Después de once años en la Guardia Nacional de Luisiana, fue dado de baja con el rango de sargento.

## Fiscal General de Luisiana
El 24 de febrero de 2014, Landry anunció su desafío al entonces fiscal general Buddy Caldwell, quien fue elegido por primera vez en 2007 como demócrata. La elección del Partido Demócrata en la carrera, Geri Broussard Baloney, una abogada afroamericana de Garyville, respaldó a Landry en la segunda vuelta. Después de asumir el cargo, Landry nombró a la hija de Baloney, Quendi Baloney, para un puesto en su administración. The Baton Rouge Advocate cuestionó si el nombramiento se hizo por mérito o por consideración política. Landry defendió su elección citando la educación y la experiencia de Baloney, graduada de la Universidad George Washington y de la Facultad de Derecho de la Universidad Loyola de Nueva Orleans, que anteriormente trabajó en el Departamento de Justicia de los Estados Unidos. Investigó la discriminación en materia de vivienda por parte de Donald Sterling, el propietario de Los Angeles Clippers. Baloney y sus colegas consiguieron un acuerdo de 2,7 millones de dólares por parte de Sterling.

## Candidato a gobernador
El 5 de octubre de 2022, Landry lanzó oficialmente su campaña para gobernador de Luisiana en las elecciones de 2023. En noviembre de 2022, el Partido Republicano de Luisiana respaldó a Landry para el cargo de gobernador. El expresidente Donald Trump respaldó a Landry en mayo de 2023. La Junta de Ética de Luisiana acusó a Landry en septiembre de 2023 de aceptar un regalo en relación con su puesto como fiscal general del estado Landry está acusado de aceptar viajes aéreos privados de donantes de campaña. Además, el documento de acusación afirma que Landry no informó los vuelos gratuitos en declaraciones financieras a la Junta de Ética. Landry respondió calificando las acusaciones de "interferencia electoral" y culpó al gobernador demócrata John Bel Edwards, quien nombra a los miembros de la junta.

## Vida personal
Landry y su esposa, la ex Sharon LeBlanc, tienen un hijo, JT Landry (nacido en 2004). Mientras servía en la Cámara de Representantes, Landry mantuvo un apartamento en Washington D. C., mientras que su esposa y su hijo residían en su distrito en Luisiana.